# タリア・バルカイ
タリア・バルカイ （本名：ヘブライ語：טליה ברקאי、英語表記：Talya Barkay, 1981年8月11日 - ) は イスラエルの女優、女性声優、女性歌手、音響監督、翻訳家。

## 人物
テルアビブ美術学校、テルアビブ都市第一美術高校卒業。1993年に『トムとジェリーの大冒険』で声優デビュー。2002年に音響監督デビュー。現在、歌手活動や声優コース教育として活躍している。

## 特色
『マジック・スクール・バス』のドロシー、『ポケットモンスター』シリーズのカスミやヒカリ、『マシュランボー』のヤクモ、アトミック・ベティのアトミックベティなど心優しい少女から明るい少女、『マーメイドメロディー ぴちぴちピッチ』の洞院リナや『デジモンテイマーズ』の牧野留姫などクール役から『ミュータント タートルズ』のカライなど悪役まで様々なタイプを演じられる。

## 出演作品

### テレビアニメ
- あぁ、レイモンド! (役名表記なし)
- アドベンチャー・タイム (役名表記なし)
- アトミック・ベティ (アトミックベティ)
- アベンジャーズ 地球最強のヒーロー (ワスプ、他数)
- イナズマイレブン（財前塔子、久遠冬花、吉良瞳子、円堂温子、如月まこ、宮坂了、他数）
- イン・ヤン・ヨー! (リナ、メロディア (第4話))
- ウィッチ -W.I.T.C.H.- (役名表記なし)
- Oops!フェアリーペアレンツ (ヴィッキー) ※ディズニー・チャンネル版のみ
- おたすけマニー (ケリー (二代目)、他数)
- カードキャプターさくら (李苺鈴)
- カリメロ (2014年版) (ジュリアーノ)
- クロスファイト ビーダマンeS (御代ヒミコ、カオス / 光明寺アカリ)
- きかんしゃトーマス (ベル、ハット卿夫人、他数) ※第15シーズン以降
- キッドvsキャット (ミリー・バートンバーガー)
- きんきゅうしゅつどう隊 OSO (役名表記なし)
- ごきげん ジミー! (役名表記なし)
- クリーピー (クリーピー)
- シャーマンキング (ミリー 、モルフィン、他)
- スパイダーマン  (タイーナ)
- スパイダーマン・アンリミテッド (カレン、メリー・ジェーン)
- スポンジ・ボブ (カレン (第24話, 第34話, 第130-話)、ガリー (第130-話)、他数)
- スマーフ (ナチューナルスマーフ (二代目)、他数)
- スーパーマン (カーラ・ケント/スーパーガール)
  - ジャスティス・リーグ・アンリミテッド (スーパーガール)
- スティッチ! (川崎先生、他数)
  - スティッチ! 〜いたずらエイリアンの大冒険〜 (ズル子、議長、他数)
- スマイルプリキュア! (青木れいか / キュアビューティ、マジョリーナ、他数)
- せいぶのねこキャリー (キャリー)
- ソニック・ザ・ヘッジホッグ (バニー・ラボット、NICOLE, マイルス "テイルス" パウアー (第12話のみで一部)、他数)
- ソニックX (トパーズ、スカーレット・ガルシア)
- 太極千字文 (ジャハラ)
- ちいさなプリンセス ソフィア (ミランダ、ミア、 他数)
- ミュータント・タートルズ (2003年版) (カライ、スターリ）
- ミュータント・タートルズ (2012年版) (エイプリル・オニール）
- デジモンシリーズ
  - デジモンテイマーズ (牧野留姫)
  - デジモンフロンティア (牧野留姫 (ナレーター)、ネフェルティモン)
  - デジモンセイバーズ (藤枝淑乃、バイオクアトルモン)
  - デジモンクロスウォーズ (天野ネネ、キュートモン、 他数)
- ドーラといっしょに大冒険 (役名表記なし)
- 東京ミュウミュウ (役名表記なし)
- ドラゴンボールシリーズ
  - ドラゴンボールZ たったひとりの最終決戦～フリーザに挑んだZ戦士 孫悟空の父～ (セリパ)
  - ドラゴンボールGT (パレス、マンバ)
  - ドラゴンボール超 (マイ、ヴァドス)
- トランスフォーマーシリーズ
  - 戦え!超ロボット生命体トランスフォーマー (カーリー、他数)
  - トランスフォーマー ギャラクシーフォース (ローリ)
  - トランスフォーマー アニメイテッド (サリ・サムダック、テレトラン1 (第1話))
  - 超ロボット生命体 トランスフォーマー プライム (ジューン・ダービー (二代目)))
- ドックはおもちゃドクター (ハリー、他数)
- 爆丸バトルブローラーズ (アリス・ゲーハビッチ)
  - 爆丸バトルブローラーズ ニューヴェストロイア（アリス・ゲーハビッチ）
  - 爆丸バトルブローラーズ ガンダリアンインベーダーズ（リーナ）
  - 爆丸バトルブローラーズ メクタニウムサージ (スーン)
- パワーパフガールズ (キーン先生 (二代目))
- バットマン:ブレイブ&ボールド (ワンダー・ウーマン、アイス(二代目)、他数)
- ビューティフル ジョー (役名表記なし)
- フォスターズ・ホーム (グーグー・ガーガー)
- ブラッツ (ヤスミン)
- ベン10 エイリアンフォース (ヘレン、チャームキャスター)
  - ベン10 アルティメットエイリアン (チャームキャスター)
  - ベン10 オムニバース (アテア姫 (代役)、フライトウィッグ、チャームキャスター、他数)
- ポケットモンスターシリーズ
  - ポケットモンスター (カスミ (第241話-第274話)、イミテ、ナナコ (初代))
  - ポケットモンスター アドバンスジェネレーション (カスミ (第44話, 第45話)、ハナコ (第132話,第133話))
  - ポケットモンスター サイドストーリー (ナナコ)
  - ポケットモンスター ダイヤモンド&パール (ヒカリ、ポケモン図鑑)
  - ポケットモンスター XY (セレナ、ポケモン図鑑、ランディ、マダム・カトリーヌ、他数)
- マシュランボー (ヤクモ)
- マジック・スクール・バス (ドロシー)
- マーメイドメロディー ぴちぴちピッチ (洞院リナ (台詞のみ))
  - マーメイドメロディー ぴちぴちピッチ ピュア (洞院リナ (台詞のみ))
- マイリトルポニー〜トモダチは魔法〜（トワイライトスパークル）
- メダロット（カラスミ (二代目)）
- ヤング・ジャスティス（ザターナ）
- 遊☆戯☆王5D's（龍可、アンジェラ、バーバラ、ステファニー、他数）
- リトル・マーメイド (アースラ、他数) ※ディズニー・チャンネル版のみ
- ルーニー・テューンズ (役名表記なし) ※ジュニアー・チャンネル版のみ
- ロボカーポリー（アンバー、ミニー）

### 劇場版アニメ
- ガーフィールド・ザ・ヒーロー (アーリーン/スターリーナ)
- 怪盗グルーのミニオン危機一発 (役名表記なし)
- 劇場版カードキャプターさくら 封印されたカード (李苺鈴)
- 劇場版ポケットモンスター ダイヤモンド&パール アルセウス 超克の時空へ (ヒカリ)
- スポンジ・ボブ 海のみんなが世界を救Woo! (カレン)
- スマーフ2 アイドル救出大作戦! (役名表記なし)
- スワン・プリンセス／白鳥の湖 (オデット姫 (少女時代、青年時代))
- 天国から来たわんちゃん (アン・マリー)
- トムとジェリーの大冒険 (ロビン) ※デビュー作
- ドラゴンボールZ 銀河ギリギリ!!ぶっちぎりの凄い奴 (ザンギャ)
- ドラゴンボールZ 危険なふたり!超戦士はねむれない (ココ)
- トランスフォーマー ザ・ムービー (アーシー)
- ねずみの騎士デスペローの物語 (役名表記なし)
- ピクシー・ホロウ・ゲームズ 妖精たちの祭典 (役名表記なし)
- モンスター・ホテル (役名表記なし)
- モンスターVSエイリアン (役名表記なし)
- モンスターズ・ユニバーシティ (役名表記なし)

### テレビドラマ
- ニンジャ・タートルズ  ネクスト・ミューテション (ビーナス・ド・ミロ)
- パワーレンジャーシリーズ
  - パワーレンジャー・ジオ (役名表記なし)
  - パワーレンジャー・イン・スペース (ビーナス・ド・ミロ)
  - パワーレンジャー・ライトスピード・レスキュー (ケルシー・ウィンズロウ/イエローレンジャー)
- ビートルボーグ（ヘザー）

### 人形劇
- フラグルロック（モーキー・フラグル）

### 映画
- ウォーター・ホース (母)
- エンバー 失われた光の物語 (役名表記なし)
- テラビシアにかける橋 (ジュディ・バーグ)
- ミュータント・ニンジャ・タートルズ：影＜シャドウズ＞ (カライ)

## 参加作品

### テレビアニメ
- アベンジャーズ 地球最強のヒーロー (翻訳、演出)
- きかんしゃトーマス (演出) ※第15シーズン以降
- スポンジ・ボブ (翻訳 (第86-94, 184-189話)、演出 (5代目))
- ソニック・ザ・ヘッジホッグ (翻訳、演出)
- ティーンエイジ・ミュータント・ニンジャ・タートルズ (2003年版) (翻訳)
- ティーンエイジ・ミュータント・ニンジャ・タートルズ (2012年版) (翻訳、演出、主題歌翻訳)
- 東京ミュウミュウ (翻訳、演出、主題歌翻訳)
- トランスフォーマーシリーズ
  - 戦え!超ロボット生命体トランスフォーマー (翻訳、演出、主題歌翻訳)
  - トランスフォーマー カーロボット (翻訳)
  - トランスフォーマー ギャラクシーフォース (演出、主題歌翻訳)
  - トランスフォーマー アニメイテッド (演出)
- ビューティフル ジョー (演出)
- ブラッツ (演出)
- ポケットモンスター ダイヤモンド&パール (翻訳 (5代目)、演出 (4代目)、主題歌翻訳)
- ポケットモンスター XY (演出)
- ロボカーポリー (演出)

### 劇場版アニメ
- ガーフィールド・ザ・ヒーロー (演出)
- トランスフォーマー ザ・ムービー (翻訳、演出)

### テレビ
- パワーレンジャー・ライトスピード・レスキュー (翻訳、演出)
- フラグルロック (演出)

### 唱歌
- アトミック・ベティ (二代目オープニングテーマ')
- アベンジャーズ 地球最強のヒーロー (オープニングテーマバックコラース)
- ポケットモンスター ダイヤモンド&パール (USA版2代目オープニングテーマ、USA版3代目バックコラース)
- 劇場版ポケットモンスター ダイヤモンド&パール アルセウス 超克の時空へ (USA版オープニングテーマバックコラース)